# Patricia Robertson
Patricia C. Hilliard Robertson (Indiana, Estados Unidos, 12 de marzo de 1963-Manvel, Texas, 24 de mayo de 2001) fue una médica estadounidense y astronauta de la NASA.

## Biografía
Patricia Hilliard nació en Pensilvania, Indiana, y se graduó en el Homer Center High School, en Homer City, Pensilvania en 1980. Recibió una licenciatura en biología por la Universidad de Indiana en 1985, y un título en medicina por el Colegio Médico de Pensilvania en 1989. Completó una residencia de tres años en Medicina Familiar en 1992 y fue certificado por la Junta Estadounidense de Medicina Familiar en el mismo año. Completó una beca de dos años en Medicina Espacial en la Rama Médica de la Universidad de Texas y el Centro Espacial Johnson de la NASA en 1997, que incluyó el Curso Primario de Medicina Aeroespacial en la Base de la Fuerza Aérea de Brooks.
Después de completar su entrenamiento en Medicina Familiar en 1992, se unió a una práctica grupal en Erie, Pensilvania. Trabajó en el Hospital St. Vincent durante tres años, donde se desempeñó como coordinadora clínica para la capacitación de estudiantes de medicina, y también brindó capacitación y supervisión para los médicos residentes. En 1995, fue una de los dos becarios seleccionados para estudiar medicina aeroespacial en la rama médica de la Universidad de Texas, en Galveston, y en el Centro Espacial Johnson de Houston.
Mientras se incribía como becaria de medicina espacial, completó un proyecto de investigación donde estudió contramedidas excéntricas y concéntricas de ejercicios resistivos para vuelos espaciales. Robertson también se desempeñó como miembro de la facultad de UTMB en los departamentos de Medicina Familiar y Medicina de Emergencia. En 1997, se unió a la Clínica de Medicina de Vuelo en el Centro Espacial Johnson, donde proporcionó atención médica para los astronautas y sus familias, y se desempeñó como Presidenta del Equipo Integrado de Productos Óseos, Músculos y Huesos.
Robertson era una instructor de vuelo multimotor y una ávida piloto acrobática, acumulando más de 1650 horas de tiempo de vuelo.
Murió el 24 de mayo de 2001 en Houston por quemaduras sufridas en el accidente de un avión privado en el Wolfe Air Park, Manvel, Texas, el 22 de mayo de 2001, tenía 38 años.

## Carrera en la NASA
Fue seleccionada por la NASA en junio de 1998, y se preparó para su entrenamiento en agosto de 1998. Su formación como candidata a astronauta incluyó sesiones de orientación y visitas, numerosas sesiones informativas científicas y técnicas, instrucción intensiva en sistemas de transbordadores y estaciones espaciales internacionales, entrenamiento fisiológico y escuela de tierra para prepararse para T -38 entrenamiento de vuelo, así como aprender técnicas de supervivencia en el agua y el desierto. Después de completar el entrenamiento, se desempeñó como representante de la oficina del Crew Healthcare System (CHeCS) y como Crew Support Astronaut (CSA) para el equipo de la Expedition 2.